# Jérémie Patrier-Leitus
Jérémie Patrier-Leitus, né le 7 mars 1989, est un homme politique français. Il est député du Calvados depuis juin 2022.

## Biographie

### Parcours professionnel et associatif
Après avoir obtenu un diplôme d’économie de l’université Paris-Dauphine, il rejoint en 2011 le cabinet d’Alain Juppé, au ministère des Affaires étrangères.
Deux ans plus tard, il est recruté par Marie-Monique Steckel au French Institute Alliance Française (FIAF), le plus grand centre culturel franco-américain des États-Unis.
En 2015, après deux années passées à New York, il revient en France comme tête de pont française du French Institute, contribuant à la programmation et au financement de l’institution new-yorkaise .
En 2019, il devient délégué général chargé de la restauration de Notre-Dame de Paris au sein du cabinet du ministre de la Culture Franck Riester, puis directeur de la communication, du développement et de la programmation culturelle de l'établissement public chargé de la restauration de la cathédrale, présidé par le général d’armée Jean-Louis Georgelin.
Depuis 2017, il est chargé d'enseignement vacataire en gestion des organisations culturelles et de financement de la culture au sein de l’École d’Affaires publiques de Sciences Po Paris.
En 2018, il fonde avec ses deux frères la bourse Cathy Leitus de recherche contre les tumeurs cérébrales en partenariat avec l’Institut du Cerveau.

### Parcours politique
Proche d’Alain Juppé, il participe activement à sa campagne dans le cadre des primaires de la droite et du centre de 2016. Membre du bureau national des Jeunes avec Juppé, il est notamment chargé de la campagne dans le Pays d’Auge aux côtés de Philippe Augier.
Avant le premier tour de l’élection présidentielle de 2017, il est nommé porte-parole de « la Droite avec Macron » aux côtés de l'ancien ministre Renaud Dutreil.
Lorsqu’Édouard Philippe créé son parti Horizons en 2021, il décide de le rejoindre et lance le comité Horizons Lisieux Normandie en février 2022.
Il se présente lors des élections législatives de juin 2022 pour la troisième circonscription du Calvados, qu'il remporte au second tour avec 53,50 % des voix face à Martine Vilmet (RN).
A l’Assemblée nationale, il siège au sein du groupe parlementaire Horizons et est membre de la commission des affaires culturelles et de l'éducation.
Aux élections législatives de 2024, il se représente. Au premier tour, il arrive second avec 36,46% des voix. Pendant la campagne, il dénonce une tentative d'intrusion à son domicile et des dégradations de voitures dans son quartier.